# 外国人記者
日本における外国人記者（がいこくじんきしゃ）とは、日本で取材・報道活動を行う記者のうち、日本の報道機関以外に所属する記者やフリージャーナリストのことである。

## 概要
日本においては、外国から取材に訪れる記者は基本的に日本外国特派員協会に入会して取材を行っている。
外国人記者に対して何らかの報道規制・取材規制を行う国は世界に数多く有るが、日本では、国家権力や法律制度ではなく、民間の私的な団体に過ぎない記者クラブが行う協定によって外国人記者の活動を制限している。
官公庁の取材は事実上記者クラブを通じる必要があるが、記者クラブへの入会は条件が厳しいため、不自由な取材を強いられている。

## 外国人記者の排除と外圧
外国人記者を排除する日本の記者クラブ制度については諸外国から不満が強い。

### アメリカ
1993年、ブルームバーグが東京証券取引所の設置する兜倶楽部への加盟を申請した。兜倶楽部は加盟を渋ったが、最終的には在日アメリカ大使館からの圧力で、加盟を認めざるを得なかった。日本新聞協会は「外国報道機関記者の記者クラブ加入に関する日本新聞協会編集委員会の見解」を発表し、「日本外国特派員協会加盟社は新聞協会加盟社を同等に扱う」との方針を打ち出した。1990年代後半にロイター通信社が兜倶楽部の加盟を認められた。以後、ブルームバーグやダウ・ジョーンズなども大半のクラブに常駐または非常駐で加盟し、幹事業務にも部分的に携わった。

### EU
EU（欧州連合）は記者クラブを非貿易関税によるマスコミ産業の排他的保護主義政策であると批判した。
日本新聞協会は外国人記者を各記者クラブへ加盟させる事で対応する方針であったが、警察関係を中心に記者クラブによっては加盟が認められていなかった。2000年、英国人女性失踪・準強姦致死事件では外国人記者は警察での記者会見に出席できなかった。また、2002年、小泉首相の北朝鮮訪問の際、同行取材を拒否された。
これに対してEUは2003年10月、『日本の規制改革に関するEU優先提案』「ジャーナリズム：情報への自由かつ平等なアクセス」で、「記者証」制度の導入と記者クラブの廃止を求めた。優先提案「a. 外国報道機関特派員に発行されている外務省記者証を、日本の公的機関が主催する報道行事への参加許可証として認め、国内記者と平等の立場でのアクセスを可能にすること」「b. 記者クラブ制度を廃止することにより、情報の自由貿易にかかわる制限を取り除くこと」である。
日本新聞協会は2003年12月、「記者クラブ制度廃止にかかわるEU優先提案に対する見解」を発表した。歴史的な背景を主張して既得権益を正当化し、「多数の記者クラブでは、外国報道機関に門戸を開放している」「不満は、実はもっぱら公的機関側の姿勢や記者側のアクセス努力の問題である」と言う主張だった。EUも「日本新聞協会の見解に対する駐日欧州委員会代表部のステートメント」で回答した。歴史的な背景や文化的な差異は認めるが、それを口実にして、記者クラブを外国人記者の排除の為に悪用する事は許さなかった。また記者クラブへの加入が「第一義的な目的ではない」とされ、日本新聞協会の記者クラブ門戸開放政策は否定された。
これに対して日本新聞協会は2004年3月、「外国記者登録証所持者の定例記者会見への参加に関しご協力お願いの件」を発表した。外国人記者の「記者証」制度を実質的に認めた。
2004年の『日本の規制改革に関するEU優先提案』では、記者クラブの廃止は取り上げられなかった。

### 国境なき記者団
「国境なき記者団」も記者クラブ制度を問題視している。国境なき記者団は、言論の自由やジャーナリストの権利を守るための活動をしているジャーナリスト団体である。同団体が毎年発表している「報道の自由度のランキング」で日本が、先進国最低レベルの40位付近に低迷している背景には、記者クラブ制度があるとされている。
2002年、国境なき記者団は日本政府に対して、記者クラブの廃止を求めた。